# Launiojärvi
Launiojärvi är en sjö i Finland. Den ligger i kommunen Jämsä i landskapet Mellersta Finland, i den södra delen av landet, 190 km norr om huvudstaden Helsingfors. Launiojärvi ligger 158 meter över havet. Arean är 1,9 hektar och strandlinjen är 0,51 kilometer lång. Sjön  ingår i Kumo älvs huvudavrinningsområde.   I omgivningarna runt Launiojärvi växer i huvudsak blandskog.